# Commandant-Charcot-Gletscher
Der Commandant-Charcot-Gletscher (französisch Glacier du Commandant-Charcot) ist ein 19 km langer und bis zu 5 km breiter Gletscher im ostantarktischen Adélieland. Er fließt vom Kontinentaleis in nordnordwestlicher Richtung zur Küste, wo er in der Victor Bay in Form einer 3 km breiten Gletscherzunge ausläuft.
Eine erste Positionsbestimmung wurde anhand von Luftaufnahmen vorgenommen, welche die United States Navy im Zuge der Operation Highjump (1946–1947) erstellt hatte. Teilnehmer einer von 1951 bis 1953 dauernden französischen Antarktisexpedition, die im Dezember 1952 bei einer Hundeschlittenexkursion den Gletscher besuchten, nahmen die Benennung vor. Namensgeber ist das Forschungsschiff Commandant Charcot, mit dem französische Expeditionen zwischen 1948 und 1952 in diesem Gebiet operierten.